# Cnemaspis molligodai
Cnemaspis molligodai är en ödleart som beskrevs av  Mendis WICKRAMASINGHE och MUNINDRADASA 2007. Cnemaspis molligodai ingår i släktet Cnemaspis och familjen geckoödlor. Inga underarter finns listade i Catalogue of Life.